# ظاهر (عمد)

تعديل مصدري - تعديل

ظاهر هي إحدى قرى  بمديرية عمد التابعة لمحافظة حضرموت، بلغ تعداد سكانها 262 نسمة حسب تعداد اليمن لعام 2004.